# Републикански път III-5304
Републикански път IIІ-5304 е третокласен път, част от Републиканската пътна мрежа на България, преминаващ изцяло по територията на Ямболска област. Дължината му е 6,6 km.
Пътят се отклонява надясно при 150 km на Републикански път II-53 в югоизточната част на град Ямбол, насочва на юг-югоизток през Ямболското поле, минава през центъра на село Кукорево и в североизточната част на село Окоп се свързва с Републикански път I-7 при неговия 269,8 km.
| Пътища, отклоняващи се надясно (населено място, № на пътя, посока на пътя) | km   | Пътища, отклоняващи се наляво (посока на пътя, № на пътя, населено място) |
| -------------------------------------------------------------------------- | ---- | ------------------------------------------------------------------------- |
| Община Ямбол, II-53, 150 km, гр. Ямбол →                                   | 0,0  | → гр. Ямбол, 150 km, II-53, Община Ямбол                                  |
| Община Тунджа                                                              | 1,4  | Община Тунджа                                                             |
| с. Кукорево                                                                | 2,7  | с. Кукорево                                                               |
| (до ГКПП Лесово - Хамзабейли) I-7, 269,8 km, с. Окоп ←                     | 20,6 | ← с. Окоп, 269,8 km, I-7 (от гр. Силистра)                                |